# Daphnia longiremis
Daphnia longiremis är en kräftdjursart som beskrevs av Georg Ossian Sars 1861. Daphnia longiremis ingår i släktet Daphnia och familjen Daphniidae. Arten är reproducerande i Sverige. Inga underarter finns listade i Catalogue of Life.